# 宮如敏
宮如敏（1984年—），出生于山東省青島市，中国著名模特儿。
1999年開始從事模特兒行業，曾擔任平面雜誌封面模特兒及國際車展車模，2009年曾獲得「愛車愛美麗車模大賽」亞軍稱號。2010年12月12日，在經歷4個月的選拔後，她成为2010年世界名模大賽中國區冠軍。2011年2月，網路上流出她在成名前所拍攝的一組艷照，被网友称为「人間極品」。